# Парк Вест энд Черри Орчад
Парк Вест энд Черри Орчад — железнодорожная станция, открытая в 2008 году и обеспечивающая транспортной связью районы Дублина Парк Вест, Черри Орчад и Баллифермот.